# Chi Tuế
Chi Tuế, tên khoa học Cycas, còn gọi là chi Tô thiết hay chi Thiết đuôi phượng, là chi thực vật duy nhất trong Họ Tuế. Chi này có 113 loài được công nhận.

## Các loài chọn lọc
| Cycas aculeata Cycas angulata Cycas annaikalensis Cycas apoa Cycas arenicola Cycas armstrongii Cycas arnhemica Cycas badensis Cycas balansae Cycas basaltica Cycas beddomei Cycas bifida Cycas bougainvilleana Cycas brachycantha Cycas brunnea Cycas cairnsiana Cycas calcicola Cycas campestris Cycas candida Cycas canalis Cycas chamaoensis Cycas changjiangensis Cycas chevalieri Cycas circinalis Cycas clivicola Cycas collina Cycas condaoensis Cycas conferta Cycas couttsiana Cycas curranii Cycas debaoensis Cycas desolata Cycas diannanensis |  | Cycas dolichophylla Cycas edentata Cycas elephantipes Cycas elongata Cycas falcata Cycas fairylakea Cycas ferruginea Cycas fugax Cycas furfuracea Cycas guizhouensis Cycas hainanensis Cycas hoabinhensis Cycas hongheensis Cycas indica Cycas inermis Cycas javana Cycas lanepoolei Cycas lindstromii Cycas litoralis Cycas maconochiei Cycas macrocarpa Cycas media Cycas megacarpa Cycas micholitzii Cycas micronesica Cycas multipinnata Cycas nathorstii Cycas nayagarhensis Cycas nongnoochiae Cycas ophiolitica Cycas orientis Cycas orixensis Cycas pachypoda Cycas panzhihuaensis Cycas papuana |  | Cycas pectinata Cycas petraea Cycas platyphylla Cycas pranburiensis Cycas pruinosa Cycas revoluta Cycas riuminiana Cycas rumphii Miq. Cycas schumanniana Cycas scratchleyana Cycas seemannii A.Braun Cycas segmentifida Cycas semota Cycas sexseminifera Cycas siamensis Cycas silvestris Cycas simplicipinna Cycas sphaerica Cycas szechuanensis Cycas taitungensis Cycas taiwaniana Cycas tanqingii Cycas tansachana Cycas thouarsii Cycas tropophylla Cycas tuckeri Cycas wadei Cycas xipholepis Cycas yorkiana Cycas yunnanensis Cycas zambalensis Cycas zeylanica |  |